# ماریون ۵۰۶

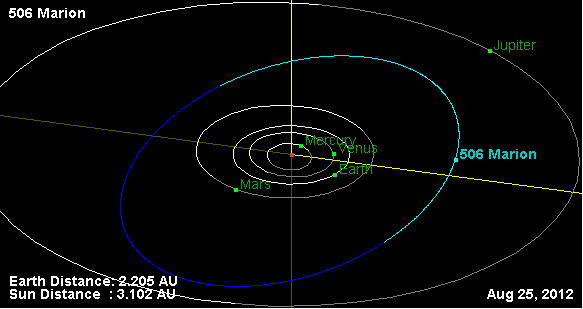
نمایی از محل قرارگیری سیارک ماریون ۵۰۶ در مدار – ۲۰۱۲

سیارک ۵۰۶ (به انگلیسی: 506 Marion، نامگذاری:1903LN) پانصد و ششمین سیارک کشف شده‌است که در ۱۷ فوریه ۱۹۰۳ و در هایدلبرگ کشف شد.
قدر مطلق سیارک برابر ۸٫۸۵ است.